# Tisman's Common
Tisman's Common – wieś w Anglii, w hrabstwie West Sussex, w dystrykcie Horsham. Leży 35 km na północny wschód od miasta Chichester i 53 km na południowy zachód od Londynu.